# 정선소방서
정선소방서(旌善消防署, Jeongseon Fire Station)는 강원특별자치도 정선군을 관할하는 강원특별자치도 소방본부 산하의 소방서이다.
소방서장은 소방정으로 보한다.

## 조직
| - 소방행정과 - 소방행정계 - 예산장비계 | - 방호구조과 - 방호조사계 - 예방계 - 구조구급계 - 구조진압계 |

## 관할센터 및 관할구역
정선소방서는 5개의 119안전센터와 1개의 구조대를 산하에 두고 있다.
| 명칭                  | 사진 | 주소                 | 관할구역                   | 지역대                      |
| --------------------- | ---- | -------------------- | -------------------------- | --------------------------- |
| 조양119안전센터       |      | 정선읍 녹송로 27     | 정선읍, 화암면, 북평면     | 북평119지역대 화암119지역대 |
| 고한119안전센터       |      | 고한읍 강원남로 6455 | 고한읍, 남면               |                             |
| 신동119안전센터       |      | 신동읍 의림로 342-4  | 신동읍                     |                             |
| 임계119안전센터       |      | 임계면 송계4길 9     | 임계면, 여량면             | 여량119지역대               |
| 사북119안전센터       |      | 사북읍 하이원길 29   | 사북읍, 남면               | 남면119지역대               |
| 정선소방서 구조진압계 |      | 정선읍 녹송로 27     | 강원특별자치도 정선군 일원 |                             |

## 같이 보기
- 대한민국 소방청
- 대한민국의 소방
- 소방관 계급